# Presidente del Bundesrat (Germania)
In Germania, il presidente del Bundesrat o presidente del Consiglio federale (in tedesco: Präsident des Bundesrates, anche Bundesratspräsident al maschile; Präsidentin des Bundesrates, o Bundesratspräsidentin al femminile) è il presidente del Bundesrat (Consiglio federale). È eletto dal Bundesrat per un periodo di un anno (di solito dal 1º novembre al 31 ottobre dell'anno successivo).
Tradizionalmente, la presidenza del Bundesrat ruota tra i leader dei sedici governi statali. Questa però è solo una prassi consolidata, teoricamente il Bundesrat è libero di eleggere qualunque membro scelga, e potrebbe anche essere rieletto un Presidente (cosa che è successa una volta, nel 1957). Oltre ad agire come presidente, il presidente del Bundesrat è ex officio vice del presidente della Germania.
Il presidente del Bundesrat convoca e presiede le sessioni plenarie dell'organo ed è formalmente responsabile della rappresentanza della Repubblica Federale nel Bundesrat. Lui o lei è assistito da due vicepresidenti che svolgono un ruolo consultivo e sostituiscono in assenza del presidente. I tre insieme costituiscono il Präsidium del Bundesrat.
L'attuale presidente del Bundesrat è Anke Rehlinger, Ministro presidente della Saarland.

## Elezione
La Legge fondamentale prevede che "il Bundesrat elegge il suo presidente per un anno" (art. 52.1). Per essere eletto, un candidato ha bisogno della maggioranza dei voti nel Bundesrat (attualmente 35 su 69).
In pratica la posizione ruota ugualmente tra gli stati, seguendo una convenzione costituzionale nota come “accordo di Königstein” (Königsteiner Vereinbarung). La posizione ruota da uno stato all'altro secondo un ordine determinato dalla popolazione, la presidenza discende dallo stato più popoloso al meno. L'ordine viene aggiornato in base ai dati del censimento più recenti ogni volta che viene completata una rotazione.
L'accordo di Königstein stabilisce inoltre che, se il presidente in carica del Bundesrat esce dal suo incarico di ministro presidente del suo stato (ad esempio, se perde un'elezione statale, muore o si dimette dalla sua carica) il nuovo ministro presidente di quello stato viene eletto successivamente Presidente del Bundesrat, ma solo per completare il mandato dei suoi predecessori; l'ultima volta che ciò si è verificato è stato nell'aprile 1999, quando Hans Eichel, presidente del Bundesrat e ministro presidente dell'Assia, aveva perso le elezioni statali dell'Assia nel 1999 e il suo successore Roland Koch ha servito la fine del suo mandato fino all'ottobre 1999. L'attuale ordine di la rotazione della presidenza del Bundesrat è la seguente:
1. Renania Settentrionale-Vestfalia
2. Baviera
3. Baden-Württemberg
4. Bassa Sassonia
5. Assia
6. Sassonia
7. Renania-Palatinato
8. Berlino
9. Schleswig-Holstein
10. Brandeburgo
11. Sassonia-Anhalt
12. Turingia
13. Amburgo
14. Meclemburgo-Pomerania Anteriore
15. Saarland
16. Brema

## Vice del Presidente federale
L'articolo 57 della Legge fondamentale prevede che:
- Se il presidente federale non è in grado di esercitare le sue funzioni, o se il suo ufficio cade prematuramente vacante, il Presidente del Bundesrat esercita i suoi poteri.
- Se la carica di presidente federale diventa vacante, il presidente del Bundesrat subentra come capo di Stato ad interim. Se il presidente si dimette, muore o viene rimosso dall'incarico, entro trenta giorni viene eletto un successore.

Tre presidenti del Bundesrat hanno servito come capo di Stato ad interim:
- Karl Arnold (dal 7 settembre 1949 al 12 settembre 1949 dopo essere stato eletto presidente del Bundesrat e prima che Theodor Heuss fosse eletto primo presidente della Germania. Con un mandato di soli sei giorni è ancora il capo di Stato in carica più breve nella storia tedesca)
- Jens Böhrnsen (dal 31 maggio 2010 al 30 giugno 2010 dopo le dimissioni di Horst Köhler e prima dell'elezione di Christian Wulff)
- Horst Seehofer (dal 17 febbraio 2012 al 18 marzo 2012 dopo le dimissioni di Christian Wulff e prima dell'elezione di Joachim Gauck)

Se il presidente federale si trova all'estero in visita di Stato, il presidente del Bundesrat non assume tutte le responsabilità del presidente federale, ma può "sostituirlo" svolgendo per conto del presidente federale solo quei compiti che richiedono la sua presenza fisica, come la firma di documenti.